# Silba imitata
Silba imitata är en tvåvingeart som beskrevs av Mcalpine 1964. Silba imitata ingår i släktet Silba och familjen stjärtflugor. Inga underarter finns listade i Catalogue of Life.